# Rio Bezerra (vattendrag i Brasilien, lat -16,02, long -47,22)
Rio Bezerra är ett vattendrag i Brasilien. Det ligger i den sydöstra delen av landet, 80 km öster om huvudstaden Brasília.
Omgivningarna runt Rio Bezerra är huvudsakligen savann. Runt Rio Bezerra är det mycket glesbefolkat, med 4 invånare per kvadratkilometer.